# Monterde de Albarracín
Monterde de Albarracín (aragónul Monterd d'Albarracín) település Spanyolországban, Teruel tartományban. Monterde de Albarracín Albarracín községgel határos. Lakosainak száma 58 fő (2024).

## Népesség
A település népessége az utóbbi években az alábbiak szerint változott:
| Lakosok száma | 63   | 58   | 53   | 73   | 66   | 73   | 62   | 64   | 55   | 58   |
|               | 2001 | 2004 | 2007 | 2009 | 2012 | 2014 | 2017 | 2019 | 2022 | 2024 |